# Tomasz Zahorski
Tomasz Zahorski (Olsztyn, 22 novembre 1984) è un ex calciatore polacco, di ruolo attaccante.

## Caratteristiche tecniche
Prima punta, può essere schierato anche come ala destra.

## Carriera

### Club
Ha iniziato la carriera nei campionati regionali, con la maglia dell'OKS 1945 Olsztyn. Ha giocato il campionato successivo nel Dyskobolia. È stato mandato in prestito al Górnik Łęczna per la stagione 2007, prima di firmare, qualche mese dopo, per il Górnik Zabrze in cambio di 200.000 euro. Rimane per cinque stagioni nella società di Zabrze totalizzando 109 presenze e 26 reti prima di trasferirsi a costo zero nella società tedesca del Duisburg in 2. Fußball-Bundesliga.

### Nazionale
Il debutto in nazionale è arrivato il 17 ottobre 2007, contro l'Ungheria. Segna il suo primo e unico gol in nazionale il 27 febbraio 2008 nella vittoria casalinga per 2-0 contro l'Estonia. È stato selezionato per giocare gli Europei 2008.